# Stanislav Stankov
Stanislav Stankov (in bulgaro Станислав Станков?; Haskovo, 13 agosto 1967) è un ex cestista bulgaro.

## Carriera
Con la Bulgaria ha disputato i Campionati europei del 1993.